# はな (歌手)
はなは、日本の女性歌手。同人音楽やアダルトゲームの主題歌を中心に活動している。また、うさ名義で「歌ってみた」動画を不定期に動画共有サイトのニコニコ動画などにアップしている。
　

## 所属サークル
- forest
- はなとオニキス

## 作品

### ゲームボーカル

#### 2008年
- OP主題歌 （同人ゲーム『死神奇譚』OP主題歌）

#### 2010年
- 空気力学少女と少年の詩（PCゲーム 『素晴らしき日々 〜不連続存在〜』OP・ED主題歌）
- 終末の微笑（PCゲーム『素晴らしき日々 〜不連続存在〜』ED主題歌）
- 呪われた生／祝福された生（PCゲーム『素晴らしき日々 〜不連続存在〜』ED主題歌）

#### 2011年
- iを解きなさい（PCゲーム 『いきなりあなたに恋している』OP主題歌）
- Eiの方程式の特殊解（PCゲーム『いきなりあなたに恋している』湯川涼ルート ED主題歌）
- 冬の空の帰り道（PCゲーム『いきなりあなたに恋している』柳瀬詠歌ルート ED主題歌）
- からだじゅう花になって（PCゲーム『いきなりあなたに恋している』鬼ヶ瀬胤ルート ED主題歌）
- X'masがくれた勇気（PCゲーム『いきなりあなたに恋している』養老紡ルート ED主題歌）

#### 2012年
- 赤色少女と約束の森（PCゲーム 『幻奏童話 ALICETALE』あかずきんイメージソング）

#### 2013年
- ヒマワリの教会（PCゲーム 『向日葵の教会と長い夏休み』OP主題歌）
- 希望の前で待ち合わせ（PCゲーム『向日葵の教会と長い夏休み』夏咲詠ルート ED主題歌）
- さくらとことり（PCゲーム『向日葵の教会と長い夏休み』野々原雛桜ルート ED主題歌）
- コトバラ（PCゲーム『向日葵の教会と長い夏休み』鷺月ルカルート ED主題歌）
- キスキラリ（PCゲーム『向日葵の教会と長い夏休み』朧白・ヒポポ・金剛石ルート ED主題歌）
- Eden's Song（PCゲーム『グリザイアの楽園』プロローグ OP主題歌）

#### 2014年
- First Song（PCゲーム『イノセントガール』七海雛子ルート ED主題歌）
- MAJICK（PCゲーム 『アイドル魔法少女ちるちる☆みちる 前編』OP主題歌）
- KISS YOU（PCゲーム 『アイドル魔法少女ちるちる☆みちる 前編』ラストED主題歌）
- KISS YOU -Duet ver-（PCゲーム 『アイドル魔法少女ちるちる☆みちる 後編』ラストED主題歌）※歌：はな&茶太

#### 2015年
- 櫻ノ詩（PCゲーム 『サクラノ詩』OP主題歌）
- 天球の下の奇蹟（PCゲーム 『サクラノ詩』III章ED主題歌）
- DearMyFriend（PCゲーム 『サクラノ詩』IV章ED主題歌）

#### 2018年
- ふわり恋模様（PCゲーム 『かりぐらし恋愛』OP主題歌）

#### 2019年
- Butterfly Trail（PCゲーム 『グリザイア:ファントムトリガー 5.5＆6』ED主題歌）

#### 2020年
- ひだまりライン（PCゲーム 『まいてつ Last Run!!』ポーレットafter ED主題歌）

#### 2021年
- サニスコープ（PCゲーム 『ゆびさきコネクション』OP主題歌）

#### 2022年
- Ever After School（PCゲーム 『放課後シンデレラ ミニファンディスク ～あなたと帰る最後の下校道～』主題歌）

#### 2023年
- 虚無の先で愛を見つける（PCゲーム 『サクラノ刻 -櫻の森の下を歩む-』III章ED主題歌）
- 櫻ノ詩 -2023Mix-（PCゲーム 『サクラノ刻 -櫻の森の下を歩む-』Ⅵ章ED主題歌）

### 所属サークル作品
はなが所属する同人音楽サークル「forest」と「はなとオニキス」の作品。ほとんどの楽曲の作詞を自らが手掛けている。
| タイトル               | 発売日         | 収録曲 |
| ---------------------- | -------------- | --- |
| flower.                | 2007年10月08日 | 1. Let's Go ! 2. Regret 3. The pain still left 4. 夢の都 5. 消えないキオク 6. ひとしずく 7. Calling 8. tip top 9. LONG WAY FROM HOME 10. flower                                                                                               |
| CONVERTER/INPUT        | 2008年03月09日 | 1. LOCK☆ON 2. alone 3. sofa |
| CONVERTER/OUTPUT       | 2008年05月11日 | 1. LOCK☆ON -Tosh Remix- 2. alone -MAYA AKAI Remix- 3. sofa -Karasu Remix- |
| FAITH                  | 2008年10月13日 | 1. FAITH 2. 「3」 3. FAITH -off vocal version- 4. 「3」 -off vocal version- |
| 雨、からり。/甘い罠    | 2008年12月29日 | 1. 雨、からり。 2. 甘い罠 |
| EMOTIONS               | 2009年05月05日 | 1. overture 2. spiral 3. EMOTIONS 4. FAITH 5. drizzle 6. RPG 7. alone 8. となり 9. たとえば明日世界が終わるなら 10. for you |
| ROAD RUNNER            | 2011年10月30日 | 1. ROAD RUNNER 2. Magic hour |
| tree                   | 2013年04月29日 | 1. tree 2. silent room 3. No Continue 4. GOOD BYE |
| landscape              | 2015年04月26日 | 1. DREAMIN' 2. landscape 3. cherry 4. セロハン 5. 囚われおひめさま 6. a calm day |
| I WANT.                | 2016年12月31日 | 1. モニタリング 2. waiting 3. ねえ 4. mermaid |
| SUPER STAR             | 2017年04月30日 | 1. SUPER STAR 2. 四月の雪 |
| Colorful bouquet       | 2017年08月11日 | 1. Let's Go! 2. FAITH 3. 方向音痴 4. 雨、からり。 5. Calling 6. RPG 7. spiral 8. 甘い罠 9. Magic hour 10. FRIENDS in the BOX 11. 60th サマーオブラブ 12. fake star 13. ケッカシュギ 14. tree 15. ローレライ 16. ドライフラワー 17. ひとしずく |
| Lament                 | 2017年12月18日 | 1. Lament 2. Lament (Instrumental) |
| 影踏み                 | 2018年08月10日 | 1. 影踏み 2. 光へ |
| night roamer           | 2018年12月30日 | 1. night roamer |
| First light            | 2019年08月12日 | 1. First light 2. Go around in Circles 3. answer |
| Abelmoschus esculentus | 2019年12月31日 | 1. ノスタルジア 2. Nothing |
| 星見塔に降る花は       | 2020年03月01日 | 1. Nighty-night 2. はじまりのうた 3. Nighty-night(Original Karaoke) 4. はじまりのうた(Original Karaoke) 5. Nighty-night(Instrumental) 6. はじまりのうた(Instrumental)                                                                         |
| レンアイ標本           | 2020年10月25日 | 1. うそつき 2. ひよたまカフェ 3. 月乃 4. paranoia 5. 橙ゲノム 6. 言の葉クリニック |
| trans.                 | 2021年04月25日 | 1. Edge 2. crocodile tears 3. Edge（instrumental） 4. crocodile tears（instrumental） |
| RAY                    | 2021年12月31日 | 1. ray 2. ray -off vocal- 3. ray -instrumental- |
| ステラ                 | 2022年08月13日 | 1. ステラ 2. Presure 3. ステラ -minus one track- 4. Presure -minus one track- 5. ステラ -instrumental- 6. Presure -instrumental- |
| letter                 | 2022年10月30日 | 1. マカロン 2. 13:00 3. Worship 4. コタエアワセ 5. Dream Voyager 6. アイの価値観 7. letter 8. C'mon,Let's Go! |
| Malstrøm/sync          | 2023年04月30日 | 1. Malstrøm 2. sync 3. Malstrøm (instrumental) 4. sync (instrumental) |